# مارتن فاغنر

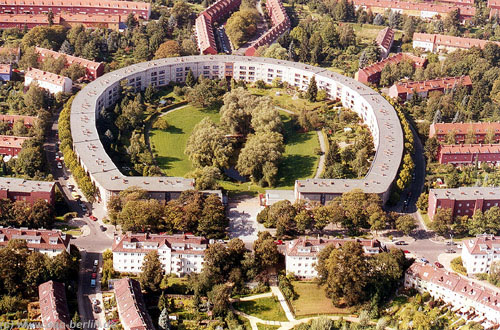
إسكان "حذوة الحصان" في برلين، وهو عمل مشترك بين فاغنر وبرونو تاوت.

مارتين فاغنر (بالألمانية: Martin Wagner ؛ 1885 - 1957) معماري ألماني ومخطط مدن ومؤلف، معروف بتصاميم وبناء المشاريع السكنية الحداثية في برلين في فترة ما بين الحربين العالميتين، كالممتلكات السكنية الحديثة، برلين.